# Lathys narbonensis
Lathys narbonensis är en spindelart som först beskrevs av Simon 1876.  Lathys narbonensis ingår i släktet Lathys och familjen kardarspindlar. Inga underarter finns listade i Catalogue of Life.